# Église Saint-Jacques de Ratisbonne

Vue de l'église.

L'église Saint-Jacques, dite aussi église des Écossais (Schottenkirche St. Jakob), est une église de Ratisbonne en Bavière. C'est un remarquable exemple d'architecture sacrée  du style haut-roman de l'Allemagne méridionale. Surtout, le portail nord de l'église est connu avec ses sculptures primitives et énigmatiques, qui donnent lieu à diverses interprétations. 

## Histoire

### Moyen Âge
Vers la fin du XIe siècle, des miseri peregrini, des moines bénédictins itinérants d'Irlande, arrivent dans la deuxième vague irlando-galloise venus fonder des monastères en Allemagne. Avant eux, vers 1070, Marianus Scottusfut le premier à venir à Ratisbonne pour fonder l'abbaye Saint-Pierre de Ratisbonne au sud devant les remparts de la ville. Après sa mort en 1080, il y avait un tel nombre de frères irlandais qui l'avaient suivi qu'un grand monastère et une église durent être construits à l'ouest en face de l'enceinte de la ville. La première pierre fut posée vers 1090 et l'abbatiale fut inaugurée en 1111 ou 1120, mais elle fut mal construite et trente ans après il ne subsistait que les tours et les absides latérales. Un nouvel édifice fut construit sous l'abbé Grégoire (1156-1185) et achevé vers 1180.
Les moines irlandais étaient appelés aussi populairement « les Écossais » (Skoten), ce qui explique que l'église et le monastère soient également appelés Schottenkirche ou Schottenkloster. 

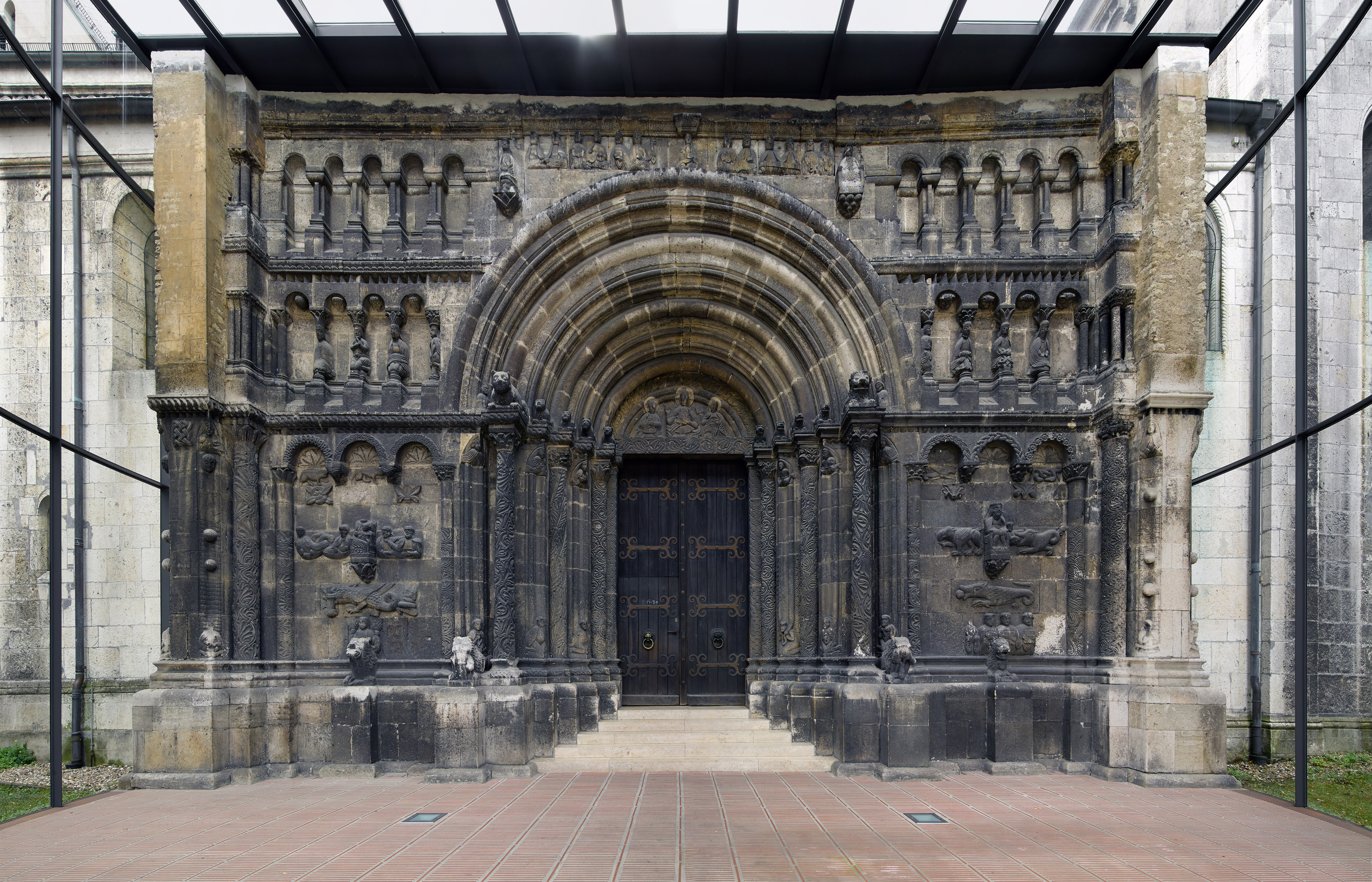
Portail Nord, dit portail des Écossais.

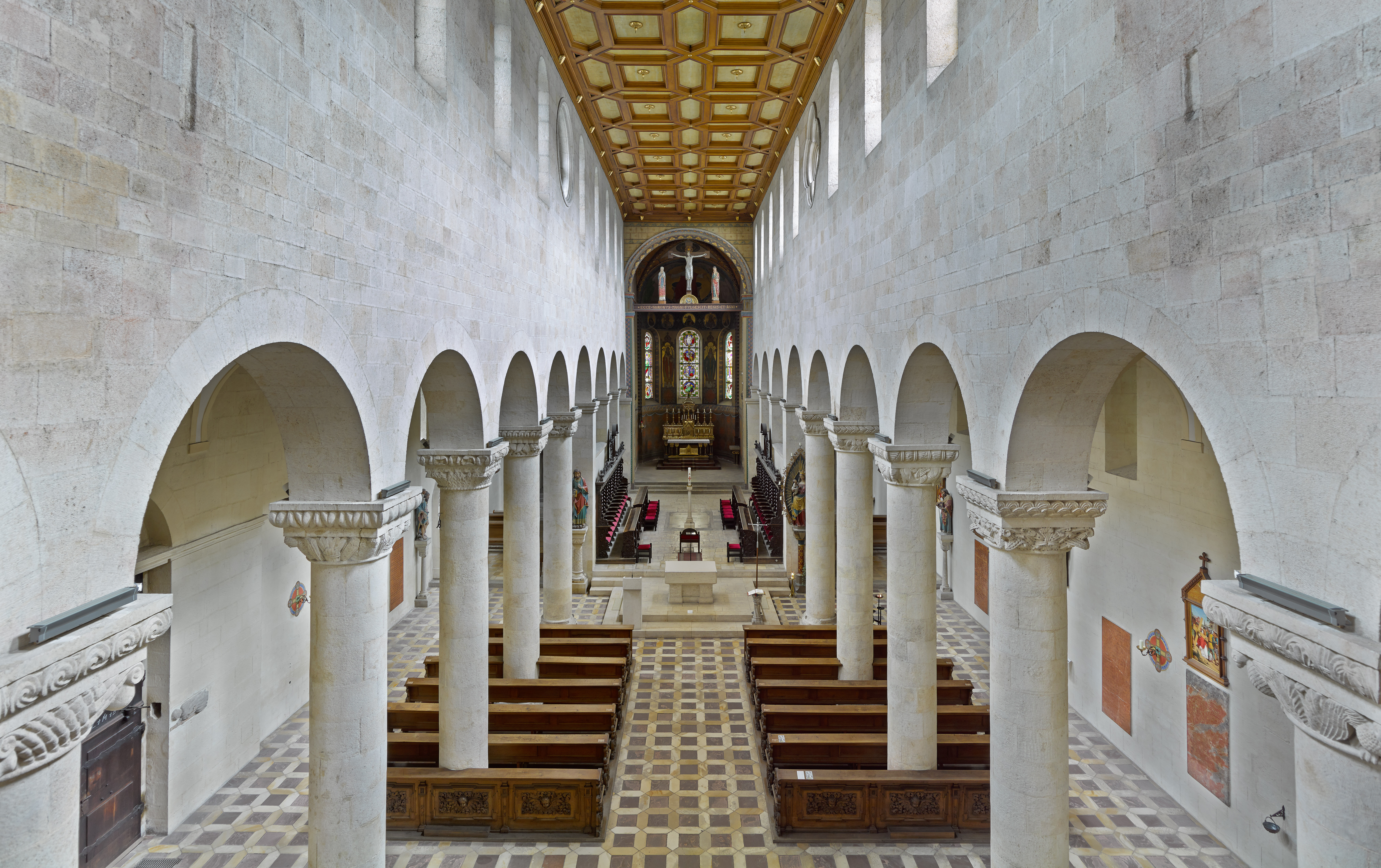
Intérieur.

Parallèlement à la construction du monastère de Ratisbonne, les bénédictins irlandais se répandirent en Allemagne et au-delà: en 1134 à Saint-Jacques de Wurtzbourg, en 1137-1138 à Erfurt, en 1140 Saint-Éloi de Nuremberg et en 1142 Saint-Jacques de Constance. En 1155, Henri II d'Autriche fonda à  Vienne le Schottenkloster, et vers 1160 l'abbaye d'Eichstätt. En trente ans, l'Allemagne compta huit monastères irlandais. L'apogée de ce développement fut le premier chapitre général de tous les bénédictins irlandais sur le sol allemand de 1216. 
Le monastère souffrit d'un incendie en 1278. Au XVIe siècle, une confrérie marchande écossaise fut formée à Saint-Jacques ; elle fit don d'un autel en l'honneur du patron national écossais Saint André. En 1515, le monastère passa aux bénédictins écossais.

### XVIe-XVIIIesiècles

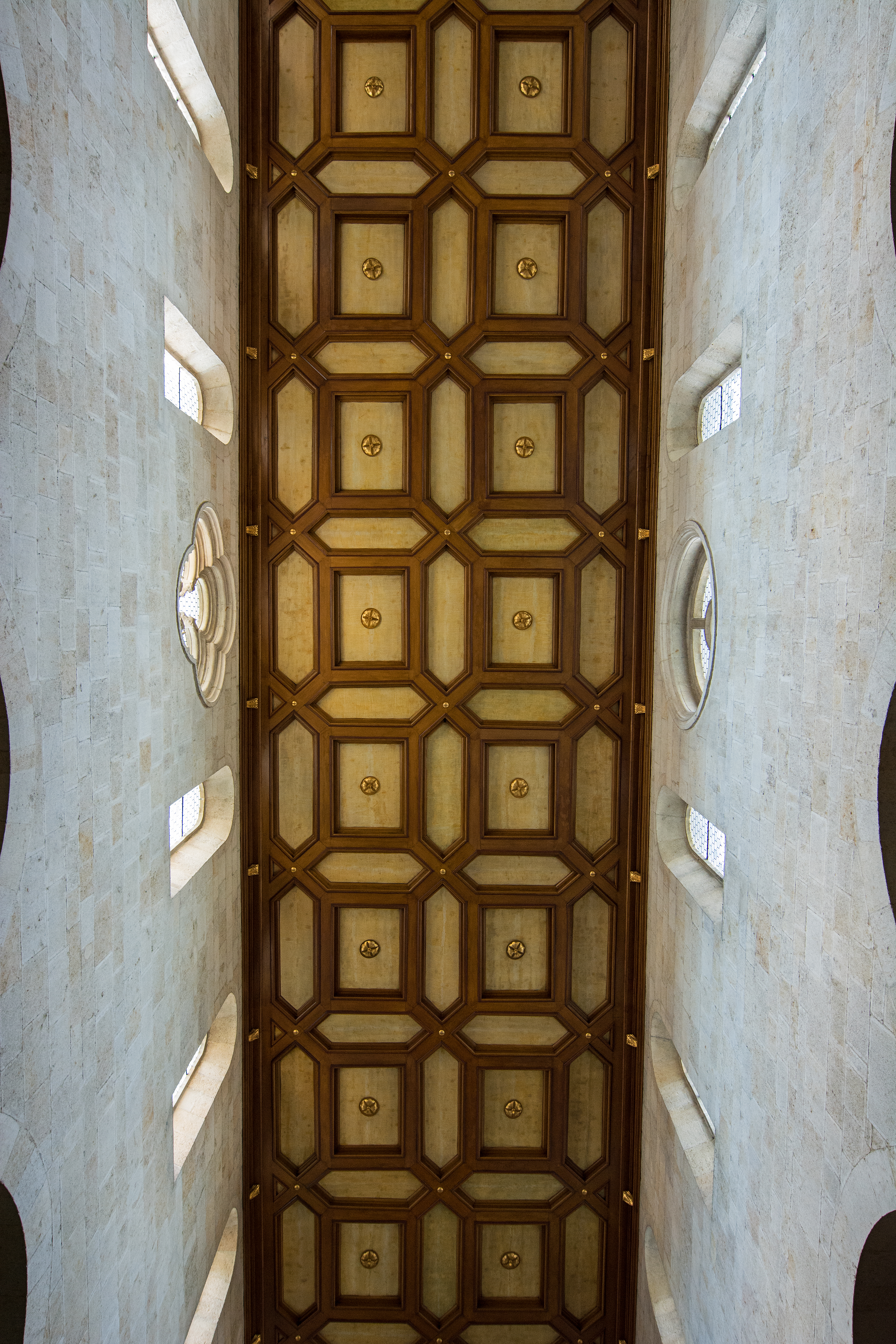
Plafond à caissons de l'église, du XVIIe siècle.

Sous l'abbé Ninian Winzet, confesseur de Marie Stuart, le monastère connaît un essor à partir de 1577. Il est de plus en plus utilisé pour la pastorale, comme hôtellerie pour la communauté écossaise et les commerçants de passage, les pèlerins de Rome et l'éducation des jeunes Écossais. L'abbé Placidus Fleming (1672-1720) y fonde un séminaire missionnaire pour les jeunes Écossais qui devaient retourner dans leur patrie. L'idée de mission n'était plus une priorité, mais des scientifiques comme l'abbé Bernard Stuart, mathématicien, physicien et architecte, et le physicien et paléontologue Ildephons Kennedy s'y sont distingués.

### Époque contemporaine
En 1803, le monastère est sécularisé comme tous les monastères d'Allemagne par le recès d'Empire. Dans les années 1860, il est transformé en séminaire. De 1866 à 1872, les bâtiments monastiques sont rebâtis. Des parties de l'aile Est romane du cloître ont été découvertes et les petits piliers ont été réutilisés dans l'église. L'église du séminaire est consacrée en 1874. Une vaste restauration intérieure et extérieure avec une refonte dun chœur est achevée en 1988. En 1999, pour des raisons de conservation, un porche en verre est construit pour le «Schottenportal» (portail des Écossais) basé sur une conception de l'architecte Gottfried Böhm.
Le « Schottenportal » (portail des Écossais) dans la zone d'entrée est l'un des monuments romans les plus importants d'Allemagne. Il existe de nombreuses interprétations sur la signification des cycles d'images énigmatiques sur ce portail, dont aucune ne peut être considérée comme certaine. On ne peut dire avec certitude que le cycle aborde le Jugement dernier, Ciel et Enfer. Les douze chiffres représentent les réprouvés à qui l'on refuse l'admission au royaume des cieux. Les chiffres représentent aussi des personnes et des métiers méprisés par la société médiévale tels qu'entremetteurs, criminels, prostituées, jongleurs, danseuses, calomniateurs et paresseux. 

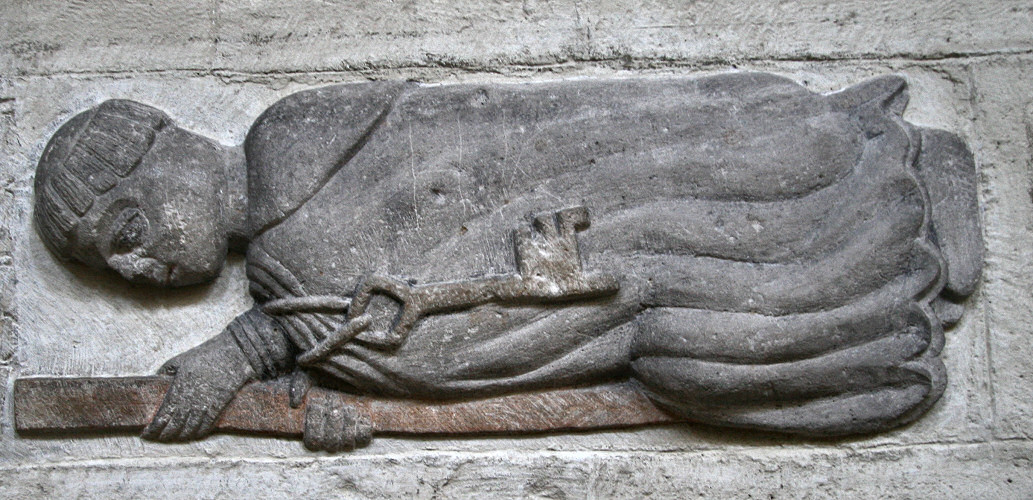
Le moine Rydan avec sa clé.

À l'intérieur, l'on trouve a droite du portail, un relief représentant un moine appelé Rydan avec une clé. Ce moine a probablement vécu ici et, selon diverses interprétations, représente le constructeur du portail ou un moine portier. 
Saint-Jacques est devenue au milieu du XIXe siècle l'église du grand séminaire diocésain de Ratisbonne fondé par Mgr Ignatius von Senestrey, qui est enterré à l'église.

## Bibliographie

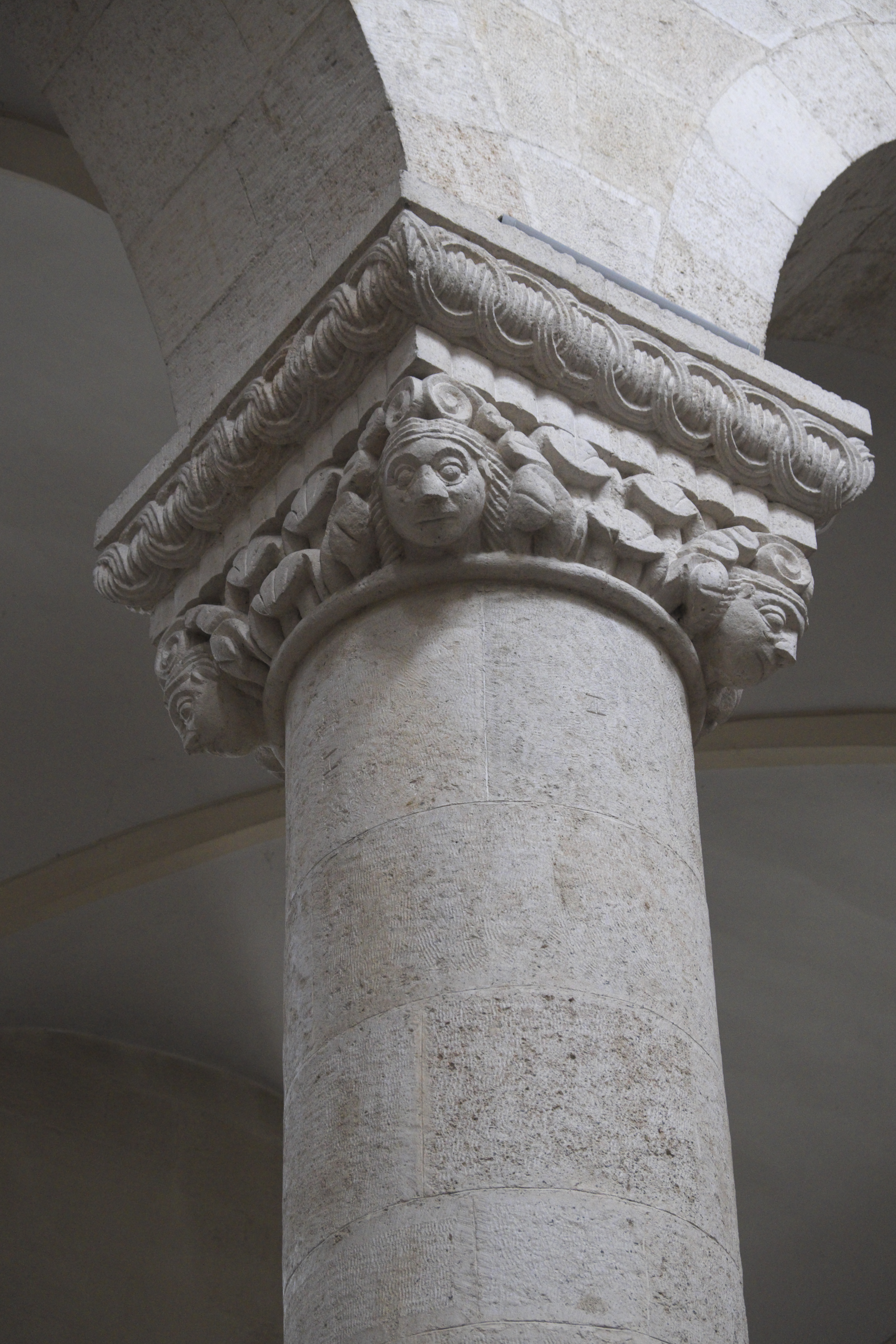
Chapiteau roman.

## Source de la traduction
- (de) Cet article est partiellement ou en totalité issu de l’article de Wikipédia en allemand intitulé « St. Jakob (Regensburg) » (voir la liste des auteurs).